# Распятие и Страшный суд (диптих)
Распятие и Страшный суд (диптих), известен также под названием Диптих с Голгофой и Страшным Судом — картина-диптих, состоящая из двух небольших панелей, приписываемых ранненидерландскому художнику Яну ван Эйку. Некоторые участки диптиха заканчивались неизвестными последователями мастера или его подмастерьями. Работа является одним из ранних примеров станковой живописи периода Северного Возрождения и известна своей необычайно сложной и детализированной иконографией, а также техникой исполнения, видимой в завершённости работы. Диптих выполнен в миниатюрном формате; размер панелей составляет 56,5 x 19,7 см. Предположительно, диптих предназначался для личной молитвы.
На левом крыле изображено Распятие Иисуса Христа. На переднем плане художник изобразил скорбящих последователей Иисуса, на средней части помещена толпа солдат и зевак, выше — три распятых тела. Событие происходит на фоне широкого и мрачного неба, вдали открывается панорамный вид на Иерусалим. На правом крыле представлены сцены Страшного суда: нижняя часть панно содержит изображение ада, на средней части написаны ожидающие суда воскресшие мёртвые, а в верхней части изображён Спас Вседержитель в окружении деисуса — святых, апостолов, духовенства, дев и представителей знати. На некоторых участках картин есть надписи на греческом, латинском и иврите. Оригинальные позолоченные рамы содержат выдержки из Библии на латыни, взятые из книг пророка Исаии, Второзакония и Откровения Иоанна Богослова. Согласно дате, указанной на русском языке на обратной стороне диптиха, панели были перенесены на холст в 1867 году.
Самое раннее известное упоминание о работе относится к 1841 году, когда учёные предполагали, что панели составляли крылья утраченного триптиха. Метрополитен-музей приобрёл диптих в 1933 году. Тогда работу атрибутировали как картину брата Яна ван Эйка — Хуберта, поскольку основные части панно формально походили на страницы «Турино-Миланского часослова», авторство которого также приписывали Хуберту. По технике исполнения и стилю одежды на фигурах большинство исследователей пришли к мнению, что диптих относится к позднему периоду творчества художника. Работа над ними предположительно началась в 1430-е и завершилась после смерти ван Эйка. Другие искусствоведы предполагают, что Ян ван Эйк написал панно около 1420-х годов, а недоработанные части могут быть объяснены относительной неопытностью молодого художника.

## Формат и техника
Робер Кампен, Рогир ван дер Вейден и Ян ван Эйк революционизировали подход к натурализму и реализму в живописи Северного Возрождения начала-середины XV века. Ван Эйк стал первым, кто с помощью красок добился на диптихе подробной детализации, придавшей его образам высокую степень реализма и сложность эмоций. Художник совместил детализацию с присущим ему мастерством лакировки, что позволило создать блестящую поверхность с глубокой перспективой — наиболее заметной на верхней части панели «Распятие».
В 1420-е и 1430-е годы, когда масляная живопись  только зарождалась, вертикальные форматы часто использовались для изображения сцен Страшного суда — подобное «узкое» оформление особенно подходило для выстроенных по иерархическому принципу изображений небесного царства, земли и ада. Напротив, сцены распятия обычно выполнялись в горизонтальном формате. Чтобы поместить два обширных и весьма детализированных изображения на две одинаково небольшие и узкие панели, ван Эйк был вынужден сделать ряд нововведений, переделав многие элементы на панно «Распятие», чтобы оно соответствовало вертикальному и сжатому изображению Страшного суда. В конечном итоге художник изобразил распятия, поднимающиеся высоко в небо, необычайно плотную толпу посередине, а на переднем плане — движущихся плакальщиков. Все фигуры представлены в непрерывном движении, снизу вверх, словно напоминая средневековые гобелены. Согласно искусствоведу Отто Пехту: «это целый мир в одной картине, как „Орбис Пиктус“».
В панели «Распятие» ван Эйк следует художественной традиции начала XIV века, по которой библейские сюжеты изображались через приём изобразительного повествования. Согласно искусствоведу Джеффри Чиппс Смиту, сцены на панелях представляют «единовременные, а не последовательные» события. Ван Эйк объединяет ключевые события из Евангелия в общую композицию, каждая из сцен расположена таким образом, что взгляд зрителя поднимается снизу вверх, следуя логике событий. Подобный приём позволил ван Эйку создать бо́льшую иллюзию глубины пространства, с более сложными и необычными пространственными размещениями.
На панно «Распятие» художник использует различные художественные приёмы для иллюстрации относительной близости отдельных групп к Иисусу. Учитывая размер скорбящих на переднем плане относительно распятых фигур, солдаты и зрители на среднем плане кажутся гораздо больше, чем строгое соблюдение принципов перспективы позволило бы им быть. На панели «Страшный суд» проклятые изображены в расположенном снизу аду, в то время как святые и ангелы помещены выше на передний план. Пехт считал, что события «соединены в единую пространственную вселенную», где архангел Михаил разделяет живописное пространство между небесным и подземным царствами.
Искусствоведы так и не пришли к единому мнению, составляли ли панели диптих или являлись частью триптиха. Существует предположение, что панно могли быть внешними крыльями триптиха с ныне утраченной центральной панелью, изображающей сцену поклонения волхвов, или, как предположил немецкий искусствовед Иоганн Давид Пассаван в 1841 году, сцену рождения Иисуса. Однако современные исследователи считают маловероятным, что панно могли составлять внешние крылья утерянной центральной панели — подобное сочетание было бы весьма нетипичным для художников 1420—1430-х годов. Также существует предположение, что центральная панель была добавлена позже или, согласно Альберту Шатле, украдена. Искусствовед Эрвин Панофский считал, что панели «Распятие» и «Страшный суд» были задуманы как диптих. Согласно исследователю, простые внешние крылья обычно не получали столь «роскошного внимания», сколько было уделено украшению панелей «Распятие» и «Страшный суд». Подобный подход больше напоминает средневековые реликварии. Другие искусствоведы обращали внимание на то, что предназначенные для публичного показа триптихи обычно были гораздо больше по размеру и обрамлялись позолоченными и щедро расписанными рамами; и украшалась обычно только центральная панель. Диптихи в то время, напротив, обычно изготавливались для личных молитв и не имели позолоченных рам. Документальные свидетельства о наличии оригинальной центральной панели не сохранились, а результаты технического анализа подтверждают теорию, что две работы были написаны как части единого диптиха — формат, который в то время только набирал популярность. Отто Пехт считает, что не существует достаточно доказательств существования третьей панели.

## Диптих

### Панно «Распятие»
Панель «Распятие» разделена на три горизонтальных проекции, каждая из которых посвящена одному из событий Страстей Христовых. В верхней части изображены распятия трёх осуждённых, позади которых открывается панорамный вид на Иерусалим. Две нижние части картины детализируют толпу солдат и зевак, а также последователей Иисуса на Голгофе («Лобное место»). Расположенная за городскими стенами, среди скальных гробниц и садов, в начале I века Голгофа являлась местом, где приводили в исполнение казни. Видимые зрителю небольшие участки холмов подчёркивают «каменистую, зловещую и безжизненную» природу местности.. Атмосфера уныния усиливается случайным фигурам в верхней части, которые протискиваются сквозь толпу для лучшего вида на казнь. Отрывки из Евангелия повествуют о последователях и родственниках Иисуса, а также о его обвинителях и различных зрителях, пришедших на Голгофу посмотреть распятие. На панели «Распятие» родственники и последователи изображены на переднем плане, в то время как обвинители и зеваки — на среднем.

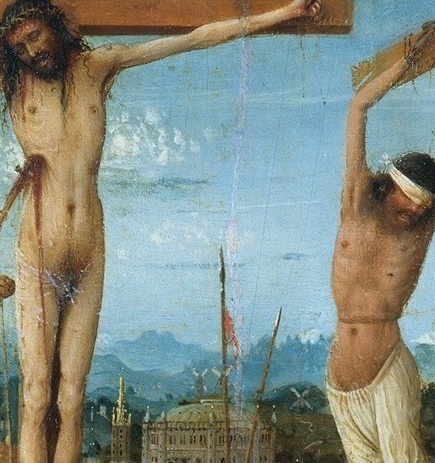
Смерть Христа на кресте. Обычно ноги приговорённых ломали для ускорения их смерти. Согласно Евангелию от Иоанна, когда солдаты пришли, чтобы сломать Иисусу ноги, они нашли его уже мёртвым. Солдат проколол его бок копьём, кровь и вода полились из раны

В центре переднего плана изображена группа из пяти плакальщиков и три другие фигуры по обе стороны. В центре группы Иоанн Евангелист поддерживает Деву Марию, окружённую тремя женщинами. Упавшая от горя в обморок Дева Мария выдвинута на изобразительном пространстве вперёд и, согласно Смиту, художник поместил её «ближе всего к предполагаемому расположению зрителя». Дева Мария одета в обволакивающую голубую робу, которая скрывает большую часть лица. Во время падения её поймал Иоанн, который теперь поддерживает Богородицу под руки. Справа изображена коленопреклонённая Мария Магдалина, одетая в зелёную робу с белым обрамлением и красными рукавами. Её пальцы на поднятых вверх руках сжаты в отчаянной, мучительной манере. Она единственная из всей группы смотрит прямо на Христа, её образ служит одним из ключевых художественных приёмов, используемых ван Эйком, чтобы направить взгляд зрителя выше на распятия.
Две другие фигуры с правой и левой стороны от центральной группы — предсказывающие будущее сивиллы. Та, что слева, стоит лицом к кресту и спиной к зрителю, тогда как плакальщица в тюрбане по правую сторону изображена лицом к группе. Она символизирует Эритрейскую или Кумскую сивиллу, обе из которых ассоциируются в христианской традиции с предостережением оккупантов-римлян о культе искупления, который появится вокруг смерти Христа и его воскрешения. Практически безразличное выражение лица сивиллы интерпретировалось исследователями и как удовлетворение от исполнения пророчества, так и как жалостливое созерцание горя другой женщины.
На среднем плане помещена толпа, расположенная над головами плакальщиков и отделённая от них двумя солдатами, стоящими меж двух групп.
Римский копьеносец опирается на мужчину в красном тюрбане, а в его щите, висящем на бедре, отражаются плакальщики. Согласно Смиту, художник поместил их фигуры для эмоционального и физического отделения плакальщиков от смешанной толпы, собравшейся на средней части. Искусствовед Адам Лабуда полагает, что две фигуры, расположенные в полный рост между главными плакальщиками и зеваками на средней части, служат художественным приёмом, который вместе со смотрящей вверх Магдалиной направляет взгляд зрителя наверх к распятиям.

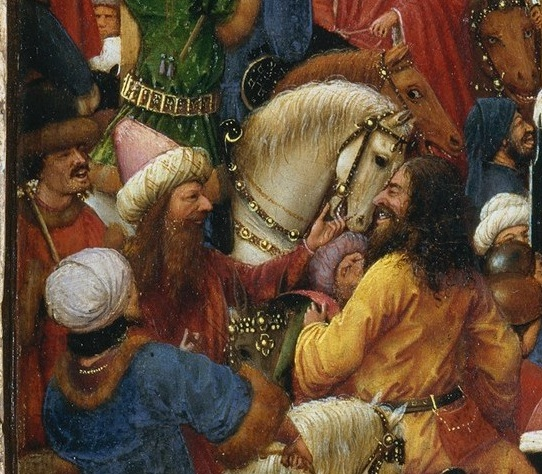
Издевательства над осуждёнными. Иисус рассматривался еврейскими первосвященниками как харизматичный последователь Иоанна Крестителя и один из проповедующих псевдо-пророков.

В своей работе ван Эйк уделяет особое внимание жестокости и безразличию толпы, наблюдающей за страданиями Христа. Толпа состоит из римских легионеров, судей и различных зевак, прибывших посмотреть на зрелище. Часть из них одета в богатые, ярко украшенные одежды восточных и северо-европейских стилей , другие изображены верхом на лошадях. Одни открыто глумятся и насмехаются над осуждёнными, другие ошеломлённо глазеют на «ещё одну» казнь, а кто-то переговаривается между собой. Исключение составляет вооружённый центурион, изображённый на правом крайнем краю панели. Он сидит на белой лошади и смотрит прямо на Христа, его руки широко распростёрты, а голова, склонённая назад, изображает «тот самый момент озарения» — признание божественности Иисуса. Наездник одновременно напоминает «рыцарей Христа» и «праведных судей» с нижней внутренней панели Гентского алтаря, выполненного ван Эйком в 1432 году. Искусствовед Тиль-Хольгер Борхерт обратил внимание, что эти образы придают «бо́льшую динамику, поскольку они изображены сзади, а не в профиль», подобный приём также направляет взгляд зрителя вверх, к средней части картины и распятию.
Ван Эйк неправдоподобно удлиняет кресты, чтобы сцена распятия доминировала вверху. Фигура Иисуса напрямую повёрнута в сторону зрителя, в то время как кресты обоих воров установлены под углом друг к другу. Воры держатся на кресте за счет верёвок, нежели гвоздей. Вор справа — благоразумный разбойник, упомянутый в Евангелие от Луки — безжизненен. Гестас по левую сторону умирает, скрючившись от боли, и, согласно искусствоведу Джеймсу Вилу, он «ведёт себя отчаянно, но все его попытки тщетны». Руки обоих мужчин стали чёрными от недостатка кровообращения. Табличка над головой Иисуса, подготовленная Понтием Пилатом или римскими солдатами, гласит «Иисус Назарятин, Царь Иудейский» на иврите, латинском и греческом языках.

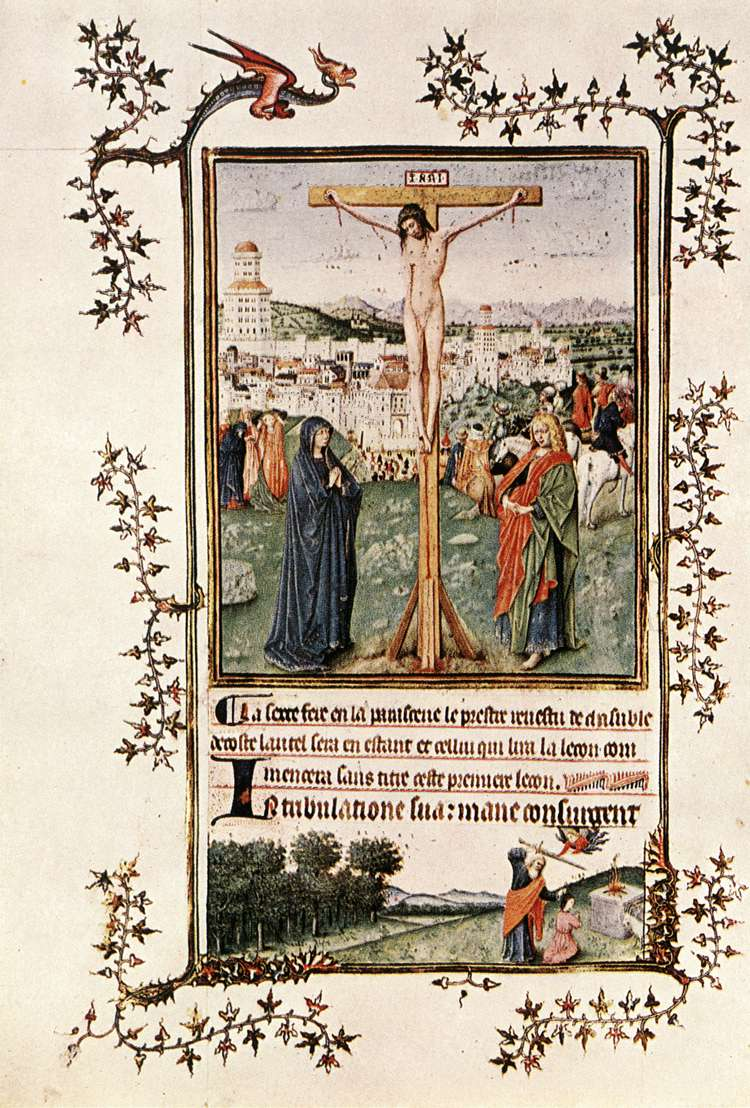
Лист с «Турино-Миланского часослова», выполненного неизвестным мастером около 1440—1450 года. Эту иллюстрацию часто атрибутируют Яну ван Эйку или его мастерской.

На панели запечатлён момент смерти Иисуса Христа, которая, как традиционно считается, наступила после того, как солдаты сломали ноги ворам (однако это не показано на картине). Иисус полностью обнажён, за исключением прозрачной ткани, через которую проглядываются лобковые волосы. Его руки и ноги пригвождены к дереву; кровь стекает по кресту от гвоздя, пробившего ноги Христа. Руки Иисуса растянуты под весом верхней части тела, челюсть отвисла в последней агонии; через искривлённый в смертельной гримасе рот видны зубы. На среднем плане, рядом с основанием креста, изображён сидящий на лошади Лонгин Сотник, одетый в обрамлённую мехом шапку и зелёную тунику. Помощник помогает ему направить копьё, чтобы проткнуть бок Иисуса. Из раны на боку Христа стекает тёмно-красная кровь. По правую сторону Лонгина, почти незаметный Стефатон держит на конце трости смоченную уксусом губку.
Художники первого поколения ранненидерландской живописи обычно не детализировали пейзажи на заднем плане. Панорама присутствовала на картинах, свидетельствуя о художественном влиянии итальянских художников, однако лишь в качестве незначительного элемента композиции, видимого только на дальнем расстоянии и не имеющего сходства с настоящей природой. Однако на панелях «Распятие» и «Страшный Суд» присутствует один из самых запоминающихся пейзажей в живописи Северного Возрождения XV века. На заднем плане панорамный вид на Иерусалим тянется вплоть до отдалённого горного хребта. Простирающееся и на правую панель небо с кучевыми облаками изображено в тёмно-голубом цвете. Облака похожи на тучи с «Гентского алтаря» и придают работе пространственную глубину и «оживляют» фоновый пейзаж. Небо только-только нахмурилось, как бы в ответ на смерть Иисуса. Расплывчатые кучевые облака простираются вплоть до горного хребта на горизонте; присутствие солнца угадывается по тени, падающей на верхнюю левую часть панели.

### Панель «Страшный Суд»
Правая панель, также как и панно «Распятие», композиционно разделена на три горизонтальные части. Начиная с верхней, каждая из проекций символизирует небесное царство, землю и ад соответственно. В раю традиционно изображён деисус с духовенством и мирянами; на земле, в средней части, доминируют фигуры Архангела Михаила и персонификация смерти; в то время как в нижней части панно проклятые падают в ад, где их пытают и отдают на съедение чудовищам. Искусствовед Брайсон Берроуз так описывал изображённый ад: «дьявольские выдумки Иеронима Босха и Питера Брейгеля являются детскими фантазиями по сравнению с ужасами ада, придуманными [ван Эйком]» .

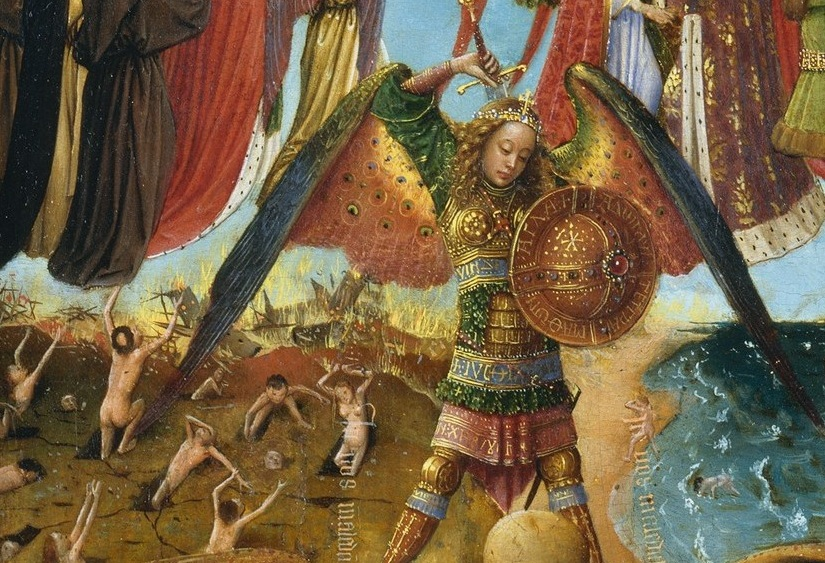
Архангел Михаил стоит над проклятыми, позади него воскресшие встают из могил на фоне горящего города

Пехт сравнивает сцену со средневековым бестиарием, содержащим «всю фауну зооморфных демонов». Ад в интерпретации ван Эйка населён демоническими чудовищами, у которых зачастую видны только «их блестящие глаза и белизна клыков». Грешники падают головой в муки ада, во власть бесов, принимающих легко узнаваемые формы животных, таких как крысы, змеи и свиньи, медведя и осла. Среди приговорённых к аду, ван Эйк смело изобразил королей и членов духовенства. Земля представлена как узкий промежуток между небесным и земным царствами. На среднем плане ван Эйк изобразил момент разгара пламени судного дня, когда мёртвые восстают из могил, чтобы предстать на суде. По левую сторону изображены воскресшие из земных могил, а справа — из штормового моря. Архангел Михаил стоит на плечах смерти — самой большой фигуры на картине, чьё тело и крылья простираются на всё живописное пространство. Михаил одет в усыпанные драгоценностями золотые доспехи. У него кудрявые белокурые волосы и разноцветные крылья, похожие на образ Архангела на Дрезденском триптихе, выполненном ван Эйком в 1437 году. По Смиту, Михаил появляется «как гигант на земле, чьей опорой являются крылья скелетообразного образа Смерти. Приговорённые выплёвываются из недр Смерти в тёмную муть ада». Согласно Пехту, напоминающая летучую мышь фигура, с черепом на поверхности земли и скелетными руками и ногами, уходящими прямо в ад, является главной фигурой диптиха, однако она побеждена стройным и юным архангелом, стоящим между ужасами ада и дарами рая.

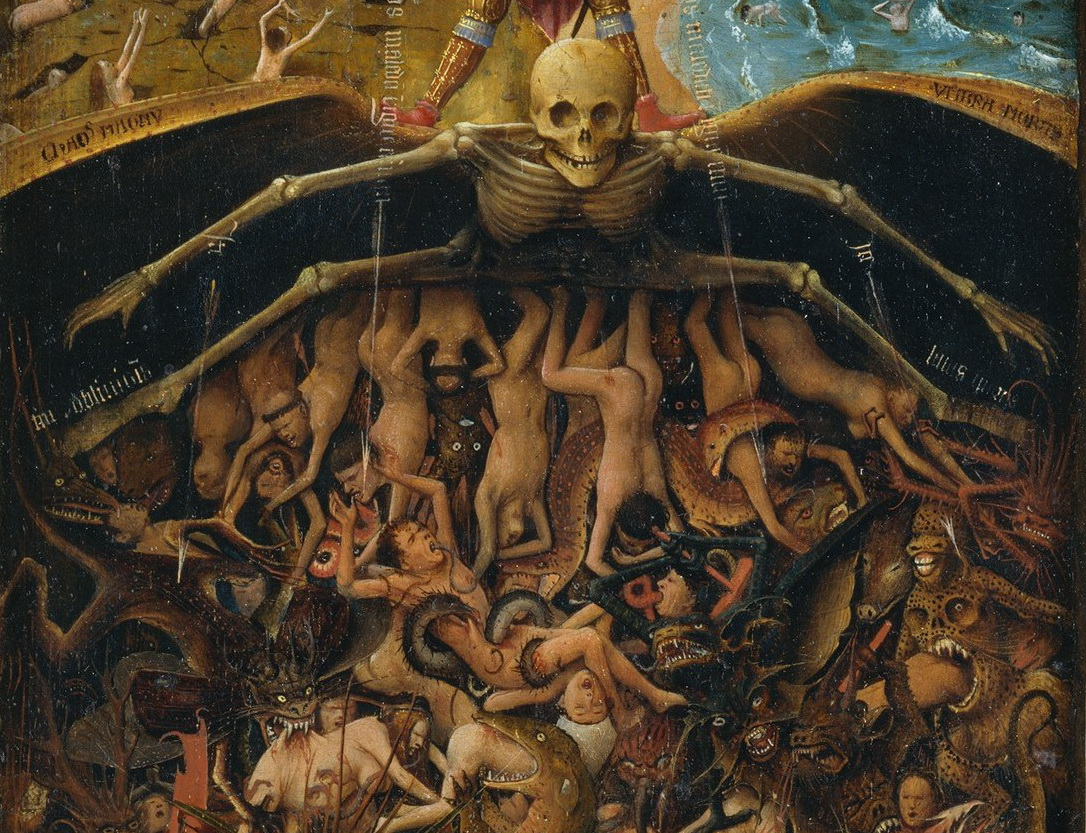
Персонифицированная смерть расправляет свои скелетные крылья над упавшими и проклятыми, часть из которых может быть идентифицирована по головным уборам как члены духовенства

На верхней части панели изображено второе пришествие, как описано в Евангелие от Матфея 25:31: «Когда же приидет Сын Человеческий во славе Своей и все святые Ангелы с Ним, тогда сядет на престоле славы Своей». Обнажённый, слабый и почти безжизненный Иисус с крыла «Распятие» на панели «Страшный суд» представлен воскресшим в образе Спаса Вседержителя. Он изображён в длинном красном плувиале, босиком. Его руки и ноги окружены сферами жёлтого света, на открытых ладонях и ступнях видны следы от гвоздей, а через отверстие в одеянии виден прокол от копья Лонгина.
Вокруг Иисуса собрались ангелы, святые и старцы. Согласно Пехту, в этой небесной сцене «всё веет добродушием, мягкостью и порядком». По сторонам от Иисуса коленопреклонённо молятся Дева Мария и Иоанн Креститель. Над их головами светят нимбы, их фигуры представлены в гораздо большем масштабе по отношению к окружающим, над которыми, кажется, они возвышаются. Правая рука Марии покоится на груди, а левая поднята вверх, будто прося помилования для маленьких обнажённых фигур, укрытых её мантией — традиционная поза Девы Милосердия. Под ногами Иисуса расположился хор из дев, которые смотрят прямо на зрителя и возносят благодарение Христу.

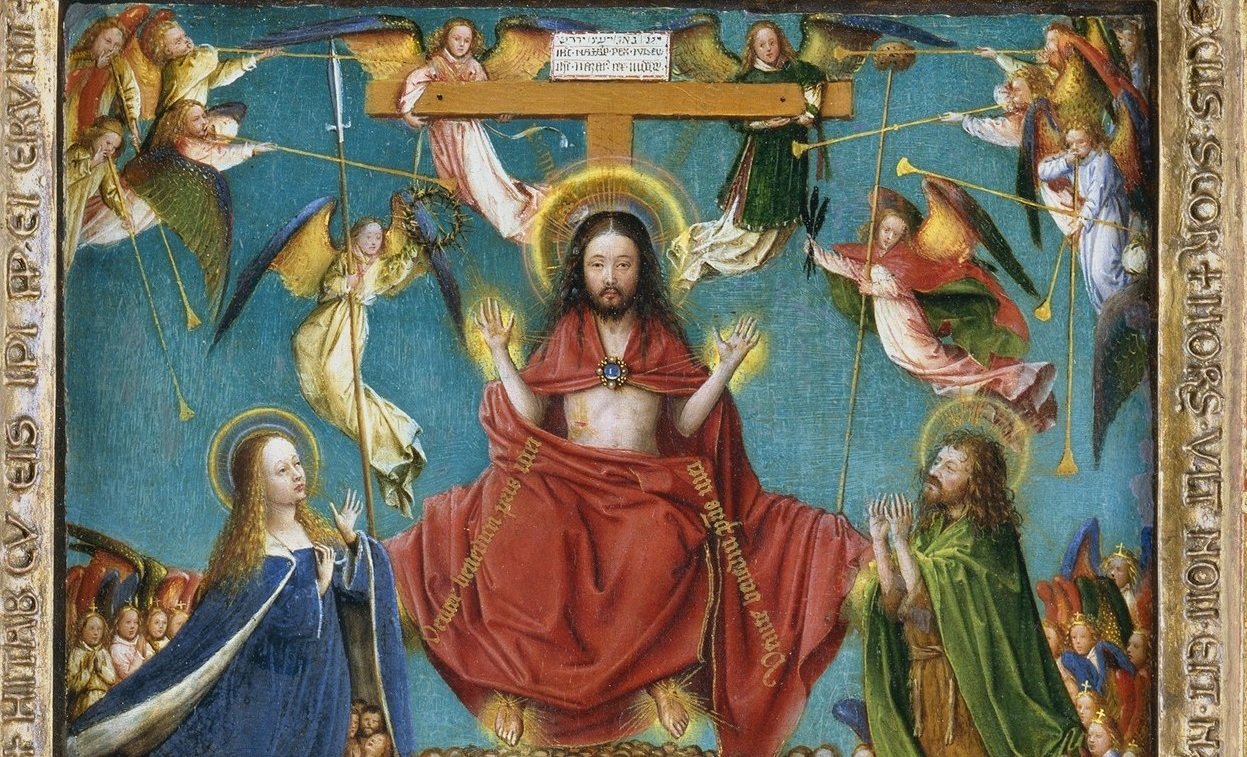
Фрагмент, изображающий Христа в образе Спаса Вседержителя. Традиционно считается, что эта часть полотна была написана менее технично относительно остального диптиха. Это даёт основания некоторым искусствоведам считать, что над этим фрагментом работали подмастерья ван Эйка.

Возглавляемые Святым Петром апостолы изображены сидящими в белых мантиях на двух противоположных скамьях, расположенных ниже Христа, с правой и левой стороны от хора дев. С каждой стороны скамей собрались группы людей, сопровождаемые двумя ангелами. Два других ангела, одетые в белые амикты и альбы, держат крест над головой Христа. Ангел справа изображён в синем далматическом облачении. Они окружены с двух сторон ангелами, играющими в духовые инструменты, вероятнее всего — музыкальные трубы. Два ангела по обе стороны от Иисуса несут на себе орудия Страстей Христовых, уже изображённые на левой панели. Ангел с левой стороны держит копьё и терновый венец, а ангел справа — губку и гвозди.
Творчество ван Эйка оказало существенное влияние на Петруса Кристуса. Считается, что молодой художник изучал панели, пока они были в мастерской ван Эйка. В 1452 году он написал гораздо более крупный, но упрощённый парафраз диптиха, сделав его частью монументального алтаря, ныне находящегося в Берлине. Несмотря на то что две картины имеют существенные различия, влияние ван Эйка на работу Кристуса наиболее заметно по вертикальному, «узкому формату», и по центральной фигуре святого Михаила, который также разделяет небесное и подземное царства.

### Иконография
Искусствовед Джон Уорд подчёркивает богатую и сложную иконографию и символическое значение, вкладываемое ван Эйком в религиозные изображения и отображающее видимое художнику сосуществование духовного и материального миров. На его картинах иконографические черты обычно искусно вплетены в работу, через «относительно маленькие [детали], на заднем плане или в тени». Работы художника зачастую полны наложенных друг на друга символических значений, что даже самые очевидные замыслы ван Эйка трудно разглядеть с первого раза. Согласно Уорду, иконографические элементы в большинстве случаев расположены так, что их «сначала просматриваешь и в конечном счёте обнаруживаешь». В своём исследовании панели «Страшный Суд», Брайсон Берроуз отмечает, что «каждая из нескольких сцен полотна требует отдельного внимания». По мнению Уорда, ван Эйк заставляет зрителя искать значение иконографии, создав многоуровневое полотно, которое наградит внимательного зрителя более глубоким пониманием картины и её символики. Значительная часть иконографии ван Эйка содержит идею об «обещанном переходе от греха и смерти к спасению души и возрождению».

### Надписи
Рамы и живописное пространство диптиха расписаны буквами и фразами на латыни, греческом и иврите. Пристрастие ван Эйка к надписям видно и в ранних работах художника. Надписи служат двойной цели. С одной стороны, они украшают панели, а с другой — выполняют роль, схожую с комментариями, часто встречающимися на полях средневековых манускриптов. Диптихи часто заказывали для личных молитв, и ван Эйк ожидал от зрителя восприятия текста и изображения как единого целого.
На панелях «Распятие» и «Страшный суд» надписи сделаны латинским заглавными буквами или готическими строчными, а допущенные в некоторых местах орфографические ошибки значительно затрудняют интерпретацию. Позолоченные рамы и надписи на латинском, с тонкими отсылками к изображённым на панелях сценам, указывают на то, что донатор был богатым и хорошо образованным человеком. Рамы со всех сторон обшиты надписями из Книги пророка Исаии (53:6-9, 12), Откровения Иоанна Богослова (20:13, 21:3-4) или Второзакония (32:23-24). Крылья Смерти на правой панели содержат надписи на латыни. На левом крыле написано CHAOS MAGNVM («Великий хаос»), а на правой — UMBRA MORTIS («Тень смерти»). Обе стороны головы и крыльев фигуры содержат предупреждения от Матфея 25:41 «Ite vos maledicti in ignem eternam» («Иди, проклятый, в огонь вечный»), которые простираются от земли вниз, в подземное царство. Таким образом ван Эйк эффектно встраивает отрывки из Библии в диагональные лучи света, падающие с небес. Также в этой части полотна различаются слова ME OBVLIVI.
Доспехи Архангела Михаила расписаны эзотерическими и часто не идентифицируемыми фразами. Буквы на его броне складываются в VINAE(X), в то время как украшенный драгоценностями овальный щит отражает крест и обрамлён библейскими цитатами на греческом ADORAVI TETGRAMMATHON AGLA. Не существует единой трактовки этой фразы; некоторые искусствоведы считают, что в ней допущены орфографические ошибки, приводящие к неверному толкованию. Макс Фридлендер расшифровал первое слово как ADORAVI, в то время как существует предположение, что последнее слово AGLA составлено из первых четырёх букв фразы «Thou Art Mighty» («Ты могучий») на иврите, и может обозначать Бога; слово также появляется на плитке пола «Гентского алтаря». В верхней части работы золотые надписи VENITE BENEDICTI PATRIS MEI («Приди, благословенный от моего отца») проходят вертикально через края мантии Христа.

## Атрибуция и датировка
На протяжении своего существования авторство диптиха приписывали как Яну ван Эйку, так и Хуберту ван Эйку, а кроме того Петрусу Кристусу. В 1841 году историк искусства Давид Пассаван атрибутировал работу как совместное произведение братьев, однако к 1853 году он пересмотрел своё мнение и стал называть создателем диптиха только Яна. Первый директор Берлинской картинной галереи Фридрих Вааген в середине XIX века приписывал панели Питеру Кристусу, основываясь на схожести левого панно с композицией его картины 1452 года «Страшный Суд», экспонируемой сейчас в Берлине. Эта точка зрения была опровергнута в 1887-м, когда панели снова стали атрибутировать Яну ван Эйку. Диптих вошёл в состав коллекции Эрмитажа в 1917 году уже как работа Яна ван Эйка.
В 1933 году Брайсон Берроуз в своём описании работы для Метрополитен-музея назвал автором работы Хуберта ван Эйка. Берроуз увидел на панелях почерк экспрессивного мастера, «весь нервный и чувствительный», переполненный симпатией к центральным фигурам панели, но, тем не менее, слабый в прорисовке линий. По оценке Берроуза, эта манера была несовместима с равнодушным и бесстрастным стилем, присущим Яну ван Эйку. Хотя Берроуз признал, что «нет документального подтверждения атрибуции [Хуберту]» и что его доводы «ограничены, неизбежно неполны», и поэтому «косвенны и гипотетичны». Современные исследователи склоняются к атрибуции панелей Яну, основываясь на том, что стилистически они ближе Яну, чем умершему в 1426 году Хуберту, а также на том, что Ян, путешествуя по Италии в том году, мог вдохновиться видами Альп для написания горного хребта.
Панно часто сравнивали с семистраничным Турино-Миланским часословом — иллюстрированной рукописью, подписанной неизвестным художником «Рука G» (англ. Hand G). Считается, что под этим псевдонимом скрывался Ян ван Эйк. Близость ван Эйка и мастера «Рука G» видна как по миниатюрной технике исполнения, так и в их особом художественном стиле. Схожесть распятого Иисуса на Турино-Миланском часослове и нью-йоркском диптихе привела некоторых искусствоведов к заключению, что обе работы были написаны примерно в одно и то же время, около 1420—1430-х годов. Большинство исследователей считают, что и часослов, и диптих по крайней мере произошли от одного прообраза, созданного ван Эйком. Историк искусства Эрвин Панофский также атрибутировал диптих авторству художника «Рука G». При обнаружении Турино-Миланских миниатюр считалось, что они были созданы до смерти Жана I Беррийского, в 1416 году, однако это предположение было вскоре опровергнуто и работу датировали началом 1430-х годов.
Отто Пехт писал о диптихе, что тот отражает «личный стиль и уникальное сценическое воображение» художника «Рука G» (который, по его мнению, был Хубертом или Яном ван Эйком). До выхода книги Ханса Бельтинга и Дагмара Айхергера «Jan van Eyck als Erzähler» (нем. Ян ван Эйк как рассказчик), учёные исследовали исключительно датировку и атрибуцию диптиха, не уделяя достаточно внимания источнику влияния и иконографии работы. Тилль-Хольгер Борхерт датировал окончание работы примерно 1440-м, в то время как Поль Дюрье предложил 1413 год. В 1983 году искусствоведы Бельтинг и Айхберг выдвинули новую гипотезу о времени создания триптиха: по их мнению, он был создан в 1430-х. Гипотезу подтверждают характерные изобразительные приёмы: вид с высоты птичьего полёта, перспектива, плотно стоящие фигуры, логика развития сюжета на панели с «Распятием». Бельтинг и Айхбергер считают, что этот стиль характерен для работ раннего периода, и вышел из моды после 1430-х.
Датировка картин 1430-ми также подтверждается стилем набросков, похожих на другие известные работы этого периода, подписанные ван Эйком. Более того, люди на картинах облачены в одежды, модные в 1420-е годы. Исключение составляет стоящая справа на переднем плане «Распятия» сивилла, одетая в стиле ранних 1430-х. Предположительно, под её образом скрывается один из донаторов, идентифицированный как Маргарита Баварская.
Обычно считается, что верхние части панели «Страшного суда» написаны художником с более слабой техникой и менее развитым индивидуальным стилем. Также считается, что ван Эйк закончил наброски, но не дописал картину, и оставшиеся части завершались подмастерьями или последователями уже после смерти художника. Однако искусствовед Марьян Эйнсворт придерживается другого мнения. Она подчёркивает тесные связи, существовавшие между нидерландскими и французскими мастерскими в то время, и предполагает, что французский миниатюрист или художник, занимающийся декором рукописей, предположительно из мастерской Мастера Часослова Бедфорда, приехал в Брюгге, чтобы помочь ван Эйку с правой панелью .
Детали левой панели

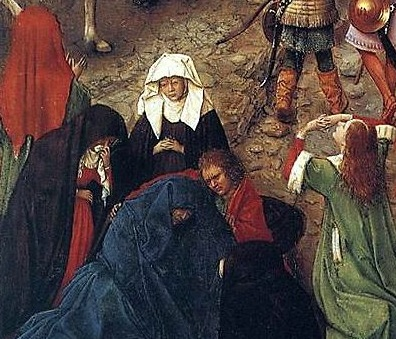
На переднем плане изображены падающие в обморок от горя плакальщицы
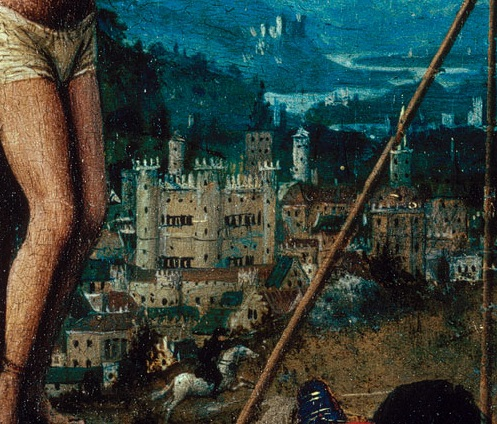
Открывающийся за распятиями вид на Иерусалим
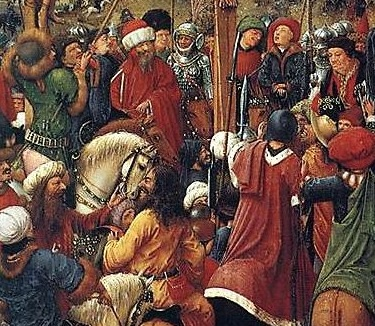
У основания креста собираются по-восточному одетые зеваки

## Провенанс
До 1840-х провенанс картины был неизвестен. Принимая во внимание миниатюрный размер работы — типичный для триптихов раннего периода — представляется возможным, что работу заказали для личной нежели публичной молитвы. Надписи на классических языках и многочисленные украшения панелей указывают на хорошо образованного донатора, отличавшегося знанием живописи прошлых веков и восхищением перед ней.
В своей работе, опубликованной в 1841 году в журнале «Kunstblatt», Пассаван указал на то, что панели были выкуплены на аукционе у испанского монастыря или конвента. Российский дипломат Дмитрий Татищев приобрёл панели во время пребывания в Испании между 1814 и 1821 годом, предположительно, у испанского женского монастыря или монастыря рядом с Мадридом или Бургосом. В 1845 году Татищев передал свои картины в дар Николаю I, а в 1917 году они перешли в коллекцию Эрмитажа в Санкт-Петербурге.
Детали правой панели

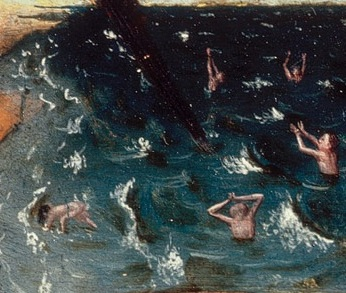
Справа от Архангела Михаила воскресшие покидают свои могилы на дне морском, чтобы предстать на Страшном суде
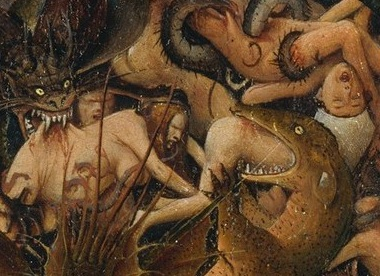
Зубы чудовища разрывают плоть пышногрудой женщины, в то же время дьявол в форме ящера питается человеком
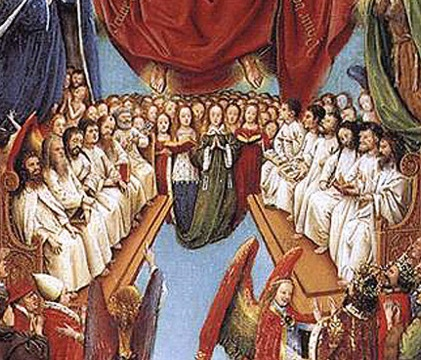
Зрители Воскрешения Иисуса, верхняя часть правой панели. Стилистическая простота этой части навела исследователей на мысль, что она была набросана ван Эйком, но закончена одним из его подмастерьев